# Burcin
Burcin is een gemeente in het Franse departement Isère (regio Auvergne-Rhône-Alpes) en telt 370 inwoners (1999). De plaats maakt deel uit van het arrondissement La Tour-du-Pin.

## Geografie
De oppervlakte van Burcin bedraagt 6,7 km², de bevolkingsdichtheid is 55,2 inwoners per km².
De onderstaande kaart toont de ligging van Burcin met de belangrijkste infrastructuur en aangrenzende gemeenten.

## Demografie
Onderstaande figuur toont het verloop van het inwonertal (bron: INSEE-tellingen).